# Pinus rzedowskii
Pinus rzedowskii (лат.) — вид вечнозелёных хвойных деревьев рода Сосна семейства Сосновые (Pinaceae). Эндемик, который встречается только в западной части мексиканского штата Мичоакан. Классифицируется как «находящийся под угрозой исчезновения», популяции ограничены примерно 6000 экземплярами, из которых около 1000 являются половозрелыми.

## Ботаническое описание
Вечнозелёное дерево высотой от 15 до 30 метров, в зависимости от места произрастания. Вертикальный и часто изогнутый или скрученный ствол достигает диаметра от 30 до 60 сантиметров. Кора ствола тёмно-коричневая или серая, когда подвергается атмосферным воздействиям, толщиной 5—6 сантиметров у основания крупных деревьев, шероховатая, чешуйчатая и образует отслаивающиеся пластины, разделённые глубокими трещинами. Ветви раскидистые или восходящие, а также часто закрученные. Крона у молодых деревьев пирамидальная, у старых — открытая и неправильная. Молодые побеги серые, гладкие, тонкие и голые.
Чешуйчатые листья длиной около 5 миллиметров вскоре опадают. Вегетативные почки яйцевидно-продолговатые, не смолистые. Терминальные почки имеют длину от 8 до 10 миллиметров при диаметре 4—5 миллиметров, боковые почки почти такой же длины.
Хвоя иногда растёт тройками, обычно четвёрками или пятёрками, в игольчатых влагалищах, которые сначала имеют длину от 7 до 9 миллиметров, а вскоре скручиваются, образуя розетку у основания пучка хвои, и опадают раньше, чем хвоя. Хвоя прямая или слегка изогнутая, мягкая, но не поникающая, длиной 6—10 сантиметров и шириной 0,6—0,8 миллиметра, с неравномерно зазубренными краями и заострёнными концами. Хвоя желтовато-зелёая до серо-зелёной и слегка сизоватая с адаксиальной стороны. Стоматы имеются только на двух адаксиальных сторонах. На одну иглу формируется от четырёх до пяти смоляных каналов. Хвоя остаётся на дереве в течение двух-трёх лет.
Пыльцевые шишки образуются на удлинённых молодых побегах и растут в виде колоса длиной 5—7 сантиметров, оставляя открытыми основание и верхушку побега. Шишки маленькие, около 5 миллиметров в длину и 3 миллиметра в ширину, сначала пурпурные, а затем коричневые.
Семенные шишки растут поодиночке или в мутовках по два-четыре на стеблях длиной 15—30 мм, которые опадают вместе с шишкой. Зрелые шишки закрытые яйцевидные до яйцевидно-конических, открытые яйцевидные, обычно симметричные и уплощённые у основания, длиной от 10 до 15 сантиметров, диаметром от 6 до 8,5 сантиметров. От 50 до 70 или более семенных чешуй тонко одревесневшие, жёсткие и удлинённые. Апофиза зрелая, охристая до светло-коричневого, выдающаяся, поперечно килеватая, ромбическая или пятиугольная в очертании и менее широкая, чем семенная чешуя. Умбо лежит дорсально. Она ромбически-пирамидальная, поперечно килеватая, тупая или снабжена небольшим шипом. Шишки созревают в течение двух лет.
Семена коричневого цвета, обычно около 8 (6—10) миллиметров в длину и редко от 4 до 6 миллиметров в ширину. Семенное крыло коричневое с более тёмными полосами, достигающее 20—30 иногда 35 миллиметров в длину и 8—13 миллиметров в ширину.

## Распространение и экология
Pinus rzedowskii — эндемик района Коалкоман в западной части мексиканского штата Мичоакан. Вид произрастает только в Сьерра-Мадре-дель-Сур. Более многочисленная популяция обитает вблизи деревни Дос Агуас на равнине, которую местные жители называют Пуэрто-дель-Пинабете (от испанского pinabete — «ель»). Там подпочва состоит частично из известняковых пород и частично из других материалов. Деревья достигают в высоту до 30 метров. Две небольшие популяции, состоящие из нескольких деревьев разного возраста, существуют примерно в 40 километрах к востоку в Серро-де-Чикеритас и Серро-Окотосо. Там они растут на крутых обломочных конусах известняковых пород вблизи вершин небольших гор. Эти экземпляры остаются маленькими и достигают высоты роста менее 15 метров. В 1990-х годах было обнаружено ещё около 10 мест, где также было всего несколько экземпляров, но это не привело к значительному расширению ареала распространения.
Вид произрастает на высоте от 2100 до 2400 метров над уровнем моря. Годовое количество осадков составляет около 1500 миллиметров, большая часть которых выпадает в период с июня по октябрь. Климат тёплый умеренный, с минимальными температурами около −5 °C в декабре и максимальными температурами до 30 °C в апреле. Ареал классифицируется как зона зимостойкости 9, со среднегодовыми минимальными температурами от −6,6 до −1,2 °C. Пожары являются обычным явлением в этой среде.
Места произрастания вида окружены лесами, в которых встречаются другие виды сосен, например, Pinus pseudostrobus, Pinus herrerae и Pinus oocarpa. Однако эти виды не проникают в завальные конусы, где наряду с Pinus rzedowskii растут различные виды дуба (Quercus) и кустарники, такие как Clusia salvinii. Подлесок образуют агавы (Agave) и травянистые растения.
В Красной книге МСОП вид классифицируется как «уязвимый». Степень встречаемости и площадь обитания очень малы, общее число древесных особей оценивается от 6 000 до 6 500, число взрослых особей около 1 000. Однако нет никаких признаков сокращения популяции, и молодых особей также достаточно. Популяции также не угрожают лесозаготовки, с одной стороны, из-за удалённости района распространения, с другой стороны, из-за неблагоприятной для эксплуатации привычки роста. Однако отдельные популяции могут быть очень легко уничтожены пожарами. Чтобы уменьшить эту опасность, был создан наблюдательный пост, который также следит за воспроизводством популяций.

## Систематика
Вид был впервые описан в 1969 году Ксавьером Мадригалом-Санчесом и Мигелем Кабальеро Делойя в журнале «Boletin Tecnico — Instituto Nacional de Investigaciones Forestales». Видовой эпитет rzedowskii дан в память о мексиканском ботанике польского происхождения Ежи Ржедовском, который изучал мексиканскую флору и впервые описал Pinus maximartinezii.
Pinus rzedowskii отличается от других видов сосен подсекции Cembroides несколькими признаками. Например, семенные крылья полностью сформированы, умбо семенных шишек иногда снабжено шипом, а иглы часто сгруппированы в пучки по пять штук. Поэтому было решено поместить этот вид в подсекцию Balfouriane или отнести его к собственной подсекции. В качестве альтернативы было предложено поместить длинноколючковые виды подсекции Cembroides в подсекцию Gerardianae, к которой в противном случае относят только азиатские виды. Генетические исследования, однако, подтверждают классификацию в подсекции Cembroides, в которой Pinus rzedowskii, тем не менее, демонстрирует сравнительно оригинальные характеристики. Ближайшие родственники этого подотряда находятся в подотряде Balfouriane, поэтому сходство с представителями подотряда Gerardianae может быть объяснено конвергентной эволюцией.

## Использование
О применении древесины ничего не известно. Pinus rzedowskii культивируется только в нескольких ботанических садах и частных коллекциях.